# Pants and Pansies
Pants and Pansies è un cortometraggio muto del 1912 diretto da Mack Sennett e interpretato da Alice Davenport.

## Produzione
Il film fu prodotto dalla Biograph Company.

## Distribuzione
Distribuito dalla General Film Company, il film - un cortometraggio di 150 metri - uscì nelle sale statunitensi il 25 gennaio 1912, programmato in split reel insieme a un altro cortometraggio della Biograph, With a Kodak.
Non si conoscono copie ancora esistenti della pellicola che viene considerata presumibilmente perduta.